# Piedras
Piedras – stacja metra w Buenos Aires, na linii A. Znajduje się pomiędzy stacjami Perú a Lima. Stacja została otwarta 1 grudnia 1913.